# Средня Добрава
Средня Добрава (словен. Srednja Dobrava) — поселення в общині Радовлиця, Горенський регіон, Словенія. Висота над рівнем моря: 498,2 м.